# Ervin Fischer
Ervin Fischer war ein estnischer Fußballspieler.

## Karriere
Ervin Fischer spielte mindestens im Jahr 1925 für den JK Tallinna Kalev. Zusammen mit Aleksander Kalvet wurde er Torschützenkönig in der Estnischen Fußballmeisterschaft 1925.